# بخش مرکزی شهرستان داورزن
بخش مرکزی شهرستان داورزن در شهرستان داورزن استان خراسان رضوی قرار دارد و مرکز آن، شهر داورزن است.

## تقسیمات کشوری
بخش داورزن، یکی از بخش‌های قدیمی استان خراسان بود که طبق مصوبهٔ هیئت وزیران در تاریخ ۲۱ شهریور ۱۳۶۹ از سه دهستان باشتین، کاه و مزینان به مرکزیت داورزن تشکیل یافته‌بود. بر اساس مصوبه‌ای دیگر در ۲۶ اردیبهشت ۱۳۹۱، دهستان باشتین از این بخش جدا شد و به بخش تازه‌تأسیس باشتین پیوست. نام این بخش نیز به بخش مرکزی شهرستان داورزن تغییر کرد. در حال حاضر، این بخش شامل دو دهستان و یک شهر است.
- دهستان کاه
- دهستان مزینان
- شهر داورزن

## جمعیت
بر اساس سرشماری عمومی نفوس و مسکن در سال ۱۳۹۰، جمعیت بخش مرکزی شهرستان داورزن ۱۲۱۱۸ نفر (در ۴۰۳۵ خانوار) بوده‌است.